# Raimondo Pasquino
Raimondo Pasquino (Santa Caterina dello Ionio, 26 agosto 1943) è un ingegnere e politico italiano, rettore dell'Università degli Studi di Salerno dal 2001 al 2013.

## Biografia
Studia a Napoli dove si laurea nel 1969 in ingegneria aeronautica. Durante il periodo universitario è stato presidente del Centro Universitario Sportivo della Federico II. Inizia la sua attività universitaria nel 1970 presso l'Università degli Studi di Bari dov'è stato professore stabilizzato e borsista.

### Attività accademica
Dal 1972 insegna all'Università degli Studi di Salerno e tra il 1973 e il 1974 ha studiato negli Stati Uniti tecnologie avanzate di produzione e di teorie sull'adattamento delle tecniche di lavorazione all'elemento umano. Nell'università salernitana è dal 1982 docente di ingegneria e dal 1990 professore straordinario di tecnologia meccanica. È autore di diversi saggi scientifici pubblicati sia in Italia che all'estero.
Dal 1986 è membro dell'American Society of Mechanical Engineers.
Dal 1º novembre 2001 al 31 ottobre 2013, per tre mandati, è rettore dell'Università degli Studi di Salerno. Dal 2006 è componente dell'Ufficio di Presidenza della Conferenza dei Rettori delle Università italiane e dal 2008 al 2011 ne è stato vice presidente.
Nel luglio 2013 viene nominato commissario giudiziale del CSTP, per salvare l'azienda di trasporto pubblico salernitana dal fallimento, per poi essere nominato commissario straordinario, con un mandato biennale.

### Attività politica
Dal 1986 al 1988 è stato sindaco del Comune di San Giorgio a Cremano nelle file della Democrazia Cristiana.
Nel 2011 è stato candidato a sindaco di Napoli con la coalizione del Terzo Polo (UdC, FLI, API e la lista civica La Città) raccogliendo 45.449 voti, ovvero il 9,75% dei consensi, senza dare indicazioni di voto agli elettori che lo avevano sostenuto per il secondo turno.
In seguito, su proposta di Luigi de Magistris, neoeletto sindaco, il consiglio comunale di Napoli lo elegge presidente dell'assemblea.
Alle elezioni europee del 2019 è candidato come Capolista nella Circoscrizione Sud per +Europa in alleanza con il Partito Socialista Italiano e Italia in Comune: con 14.335 preferenze si piazza in quarta posizione non venendo eletto anche perché la lista non supera la soglia del 4%. In ogni caso non sarebbe stato eletto perché arrivato quarto.